# 〜遠隔操作バラエティ〜ウドで訊く!
〜遠隔操作バラエティ〜ウドで訊く!（えんかくそうさバラエティ ウドできく!）は、tvkにて2008年4月9日～同年9月17日に放送されていたテレビ番組である。

## 概要
- ウド鈴木がスタッフの指示を受け、ゲストに訊きづらい質問や無茶な要求をするトーク番組。
- 番組後半に一組のお笑いコンビが街を散策する「ザ・散歩」というコーナーがある。
- TwellV（2009年7月 - ）や東日本放送（2011年1月 - ）でも放送実績がある。
- 北海道放送でも2012年から穴埋め番組として不定期放送を開始した（第2回→第1回→第7回を放送）。

## 放送時間
- 水曜日 24:45 - 25:15

## 出演者
- ウド鈴木（キャイ〜ン）
- イワイガワ（ザ・散歩のコーナー）
- 流れ星（ザ・散歩のコーナー）

### 週変わりのゲスト
- 4月9日 - 落合福嗣
- 4月16日 - 高橋名人
- 4月23日 - 駒田徳広
- 4月30日 - プリンセス天功
- 5月7日 - 高橋まこと
- 5月14日 - 大木凡人
- 5月28日 - 武藤敬司
- 6月4日、11日 - 総集編
- 6月18日 - 矢追純一
- 7月2日 - 立川俊之
- 7月9日 - 森達也
- 7月16日 - 稲川淳二
- 7月30日 - 大沢樹生
- 8月6日 - 池谷幸雄
- 8月13日 - 福本伸行
- 8月20日 - 小桜セレナ
- 9月3日 - テレンス・リー
- 9月10日 - 相沢直（番組のプロデューサー）
- 9月17日 - 天野ひろゆき